# مسجد خسرو

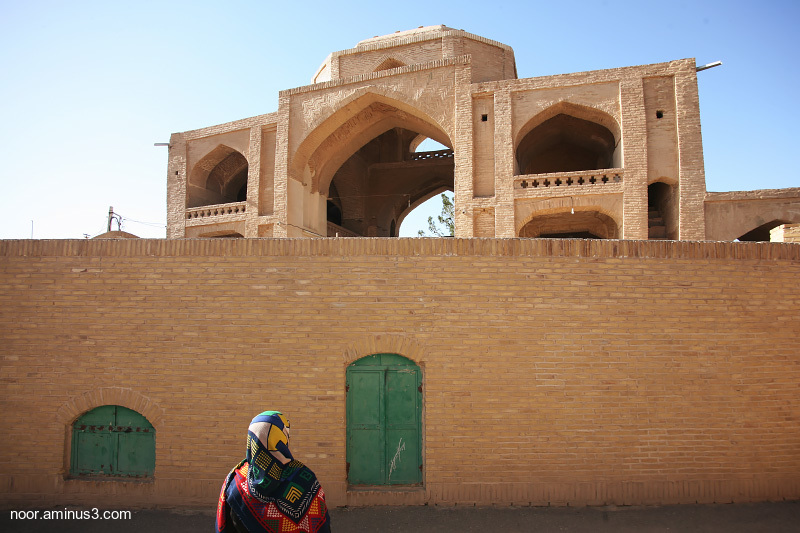
مسجد خسرو شهر اردستان

مسجد خسرو یا مسجد آخوند مربوط به دوره صفوی است و در محله راهمیان اردستان واقع شده است. این اثر در تاریخ ۱۷ آذر ۱۳۶۴ با شمارهٔ ثبت ۱۶۹۴ به‌عنوان یکی از آثار ملی ایران به ثبت رسید.

## نگارخانه

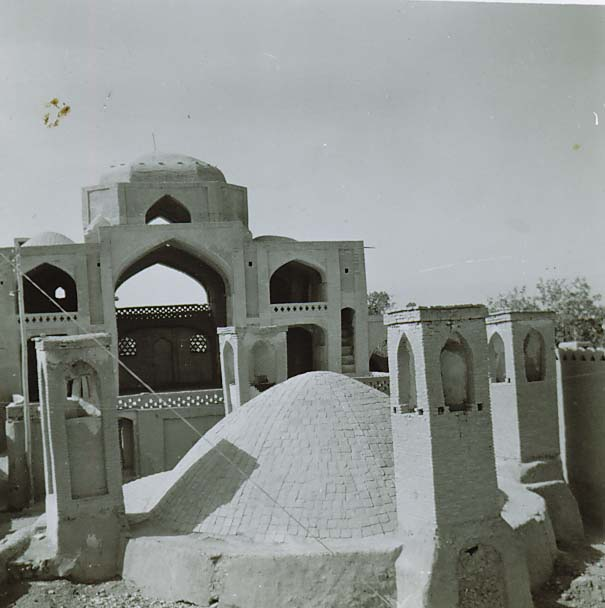
تصویر قدیمی مسجد خسرو و آب انبار حاج معدل